# القوة الجديدة الجمهورية
القوة الجديدة الجمهورية هي حزب سياسي في بوليفيا. تأسس الحزب في عام 1995. رئيس الحزب هو مانفريد رييس فيلا. في الانتخابات الرئاسية لعام 2005، حصل مرشح الحزب جيلدو أنجولو كابريرا على 18472 صوت (0.7%).